# Sbratření (časopis)
Časopis Sbratření (Časopis k obrodě ducha a společnosti) byl prvorepublikový československý časopis. Začali jej od září 1924 vydávat Přemysl Pitter se spisovatelkou Pavlou Moudrou. Byl to měsíčník k duchovnímu vzdělávání čtenářů, který obsahoval také protiválečné články, reporty z pacifistických sjezdů; zabýval se dále i vegetariánstvím, abstinencí, nekuřáctvím či pohlavní zdrženlivostí. Neobvyklý nebyl článek o odmítání očkování se zdůvodněním, že zdraví je pouze obraz lidského ducha. Sbratření odebíralo až tři tisíce předplatitelů a prodávalo se i po veřejných přednáškách. Pacifistické články se ovšem nejednou dostaly do konfrontace s úřední cenzurou. Časopis byl roku 1941 zakázán nacisty. K dalším významným členů redakce patřil Pitterův přítel a kolega MUDr. Ctibor Bezděk (1872-1956).